# Hiéroglyphe égyptien C19
Le hiéroglyphe égyptien C19 (Ptah debout) est classifié dans la section C « Divinités anthropomorphes » de la liste de Gardiner ; il y est noté C19.

## Représentation
Il représente le dieu Ptah momiforme, sous forme de fétiche debout sur un socle de statue portant la barbe postiche et le sceptre Ouas.
Il est translittéré Ptḥ.

## Utilisation
| p · t | H | C19 |

| p · t | H | C19 |

sous le Moyen Empire sinon à partir de la XIXe dynastie.
| C20 |

| C20 |